# Paget Toynbee
Paget Toynbee (* 20. Januar 1855 in Wimbledon; † 13. Mai 1932 in Burnham, Buckinghamshire) war ein britischer Romanist und Italianist.

## Leben und Werk
Toynbee studierte in Oxford und wurde dort 1901 zum Doctor of Letters (DLitt) promoviert. Er war vor allem als Danteforscher bedeutend. Toynbee wurde 1918 korrespondierendes Mitglied der Accademia della Crusca und 1919 Fellow der British Academy. Er war Bruder des Wirtschaftshistorikers  Arnold Toynbee und Onkel des Universalhistorikers Arnold J. Toynbee.
Toynbee vermachte 1932 der Bodleian Library 4.000 Bände.

## Werke
- Specimens of old French (9th-15th centuries), Oxford 1892
- Index of proper names in the prose works and Canzoniere of Dante, Boston 1894
- (Bearbeiter) A historical grammar of the French language, from the French of Auguste Brachet rewritten and enlarged, Oxford 1896 [Bearbeitung von A Historical Grammar of the French Tongue, translated by G. W. Kitchin, Oxford 1879]
- A dictionary of proper names and notable matters in the works of Dante, Oxford 1898
- Ricerche e note dantesche, Bologna 1899, 1904
- La Commedia di Dante Alighieri. Il testo wittiano riveduto, London 1900
- Dante Alighieri, London 1900 (italienisch: Turin 1908), 4. erweiterte Auflage u.d.T. Dante Alighieri. His Life and Words, London 1910
- Dante studies and researches, London 1902, New York 1971
- Dante in English literature from Chaucer to Cary (c.1380-1844), 2 Bde., London 1909
- Concise dictionary of proper names and notable matters in the works of Dante, Oxford 1914, New York 1968
- The correspondence of Gray, Walpole, West and Ashton (1734-1771), Oxford 1915
- Britain’s tribute to Dante in literature and art; a chronological record of 540 years (c. 1380-1920), London 1921
- Dante Studies, Oxford 1921